# Milena Miconi
Milena Miconi  (Roma, 15 de diciembre de 1971) es una actriz de teatro y de televisión italiana.
Entre todos sus trabajos, es más conocida como Laura Respighi en la ficción Don Matteo. Es también testimonial de la organización Parent Project.

## Biografía
Nació el 15 de diciembre de 1971 en Roma, Italia.
Se graduó en la Fattoria dello Spettacolo, donde estudió interpretación con el método Stanislavsky-Strasberg. En la década de 1990 comenzó su carrera apareciendo en el teatro y en pequeños papeles en telenovelas. En el año 2000 se unió a la compañía de music-hall Il Bagaglino, donde alcanzó su primera popularidad.
Es conocida no sólo por sus papeles teatrales, sino también, principalmente, como actriz de series de televisión. Entre sus papeles televisivos, uno de los más conocidos es el de Laura Respighi en la serie Don Matteo.
Casada con el director de fotografía Mauro Graiani.

## Trayectoria

### Cine
- Finalmente soli, dirección Umberto Marino (1997)
- Fuochi d'artificio, dirección Leonardo Pieraccioni (1997)
- Il sottile fascino del peccato, dirección Franco Salvia (2010)
- Divino, (curto) dirección Giovanni Bufalini (2011)
- La strada di Paolo, dirección Salvatore Nocita (2011)
- Miss Wolf and the Lamb, (curto) dirección Roberto Leoni (2011)
- 100 metri dal paradiso, dirección Raffaele Verzillo (2012)
- Il disordine del cuore, dirección Edoardo Margheriti (2013)
- Babbo Natale non viene da Nord, dirección Maurizio Casagrande (2015)

### Televisión
- 1997 - Un posto al sole;
- 1998 - S.P.Q.R., dirección  Claudio Risi;
- 1999 - Anni '50, dirección Carlo Vanzina;
- 1999 - Don Matteo, dirección Enrico Oldoini - capítulo Il fuoco della passione;
- 2000 - Tequila & Bonetti - capítulo Crimini d'estate;
- 2000 - La casa delle beffe, dirección Pier Francesco Pingitore;
- 2003-2004 - Carabinieri 2-3, dirección Raffaele Mertes;
- 2004 - Don Matteo 4, dirección Giulio Base e Andrea Barzini;
- 2005 - Edda, dirección Giorgio Capitani;
- 2005 - San Pietro, dirección Giulio Base;
- 2005 - Una famiglia in giallo, dirección Alberto Simone;
- 2005 -2006 - Don Matteo 5, dirección Giulio Base, Carmine Elia, Elisabetta Marchetti;
- 2007 - Gente di mare 2, dirección Giorgio Serafini - capítulo Una vita da salvare;
- 2008 - Vita da paparazzo, dirección Pier Francesco Pingitore;
- 2008 - Terapia d'urgenza, dirección Carmine Elia, Lucio Gaudino y Gianpaolo Tescari;
- 2009 - Il Commissario Manara, regia Luca Ribuoli, Guido Caprino y Roberta Giarrusso;
- 2011 - Il delitto di Via Poma, dirección  Roberto Faenza;
- 2011 - Sarò sempre tuo padre, dirección  Lodovico Gasparini;
- 2012 - La vita che corre, dirección Fabrizio Costa;
- 2012 - Rex - capítulo Gioco sottobanco;
- 2013 - Un medico in famiglia 8 - ficción TV.

### Teatro
- Atti unici de Antonio Serrano
- 1985 - Se ne cadette o' Teatro de Bruno Colella
- 1993 - La voglia matta de Attilio Corsini
- 1999 - I tre moschettieri de Pino Ammendola y Nicola Pistoia
- - Il giorno della civetta de Fabrizio Catalano
- - Buffoni e piacioni de Castellacci & Pingitore
- 2000 - Burini e Cocottes de Castellacci & Pingitore
- 2007 - Gli uomini preferiscono le bionde
- 2012 - Campo dei fiori de Pino Quartullo
- 2013 - Il tempo delle mail de Giulia Ricciardi
- 2014 - Forbici e follia